# Edificio La Proa
Das Edificio La Proa ist ein Bauwerk in der uruguayischen Landeshauptstadt Montevideo.
Das nach einem 1987 zu seiner Errichtung seitens der Comisión Especial Permanente Ciudad Vieja durchgeführten Wettbewerb 1990 eingeweihte Gebäude befindet sich in der Ciudad Vieja an der Calle Yacaré 1575, Ecke Pérez Castellano. Für den Bau zeichneten die Architekten Juan Bastarrica, Alvaro de Ferrari, Rúben Otero und Antonio Gervaz verantwortlich. Das acht Meter hohe, zweistöckige Bauwerk weist eine rationalistische Architektur mit klassischen Referenzen auf. Es umfasst eine Grundfläche von 476 m² und beherbergt Geschäfte und ein Restaurant.